# Рябчик (рыба)
Рябчик (лат. Symphodus cinereus) — вид лучепёрых рыб из семейства губановых (Labridae). Достигает максимальной длины 16 см. Обитает на рифовых участках моря, на прибрежных отмелях на глубине от одного до 20 метров.

## Описание
Максимальная длина тела 16 см, обычно 8—10 см. Тело невысокое, покрыто крупной чешуёй. Голова и жаберные крышки покрыты чешуёй. Рыло заострённое, короткое, без чешуи, с небольшим выдвижным ртом. На голове и рыле множество сейсмосенсорных пор. На губах 4—6 складок. Мелкие конические зубы на челюстях расположены в один ряд. Длинный спинной плавник с 12—15 жёсткими и 9—11 мягкими лучами. В анальном плавнике 3 жёстких и 7—10 мягких лучей. Хвостовой плавник закруглённый. На первой жаберной дуге 11—15 жаберных тычинок. Длинная боковая линия с 30—35 чешуйками изгибается вниз за спинным плавником. Позвонков 30—32.
Окраска тела может существенно варьировать, более блестящая у самцов. Тело и голова серовато-жёлтые, зеленоватые, жёлто-зелёные или буроватые с бурыми или белыми пятнами. Вдоль боковой линии обычно проходят две продольные бурые полосы. Верхняя полоса начинается от рыла и заканчивается у хвостового плавника, а нижняя начинается у заднего края глаза. В начале спинного плавника и в нижней части хвостового стебля имеются чёрные пятна. У самцов в нерестовый период появляются голубые полосы на голове, а пятно на хвостовом стебле приобретает синеватый оттенок. У взрослых самок у анального отверстия расположена крупная папилла чёрного цвета. У самцов также есть папилла, но она бесцветная.

## Ареал
Распространёны в восточной части Атлантического океана у побережья Пиренейского полуострова от Аркашона до Гибралтара. Встречаются в Средиземном, Мраморном и Чёрном морях. Отмечены поимки в Керченском проливе.

## Биология
Морские прибрежные рыбы. Обитают на глубинах от одного до 20 м среди зарослей зостеры. Часто встречаются в эстуариях и лагунах. Обычно образуют группы из нескольких особей.

### Размножение
Самки рябчика впервые созревают в возрасте одного года, а самцы — в возрасте двух лет при длине тела около 4 см. Нерестятся в марте—июле. Самцы строят гнёзда на каменистых или песчаных грунтах в зарослях цистозиры на глубине 0,5—2 м. Одна или несколько самок откладывают икру в гнездо несколькими порциями. После оплодотворения икры самец охраняет гнездо.

### Питание
Питаются креветками, амфиподами, изоподами, мелкими гастроподами и двустворчатыми моллюсками.

## Фото

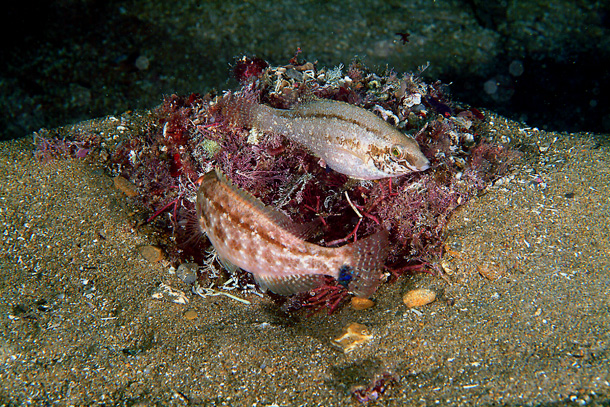
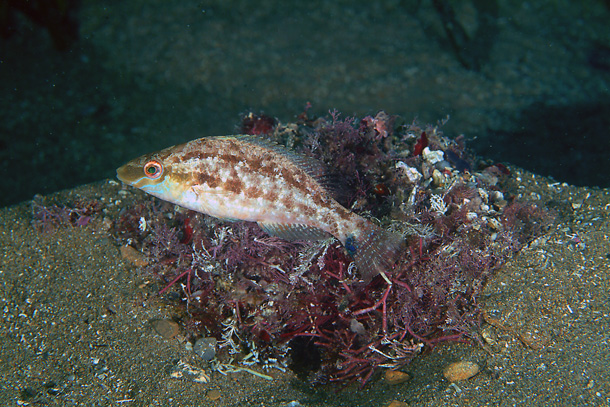
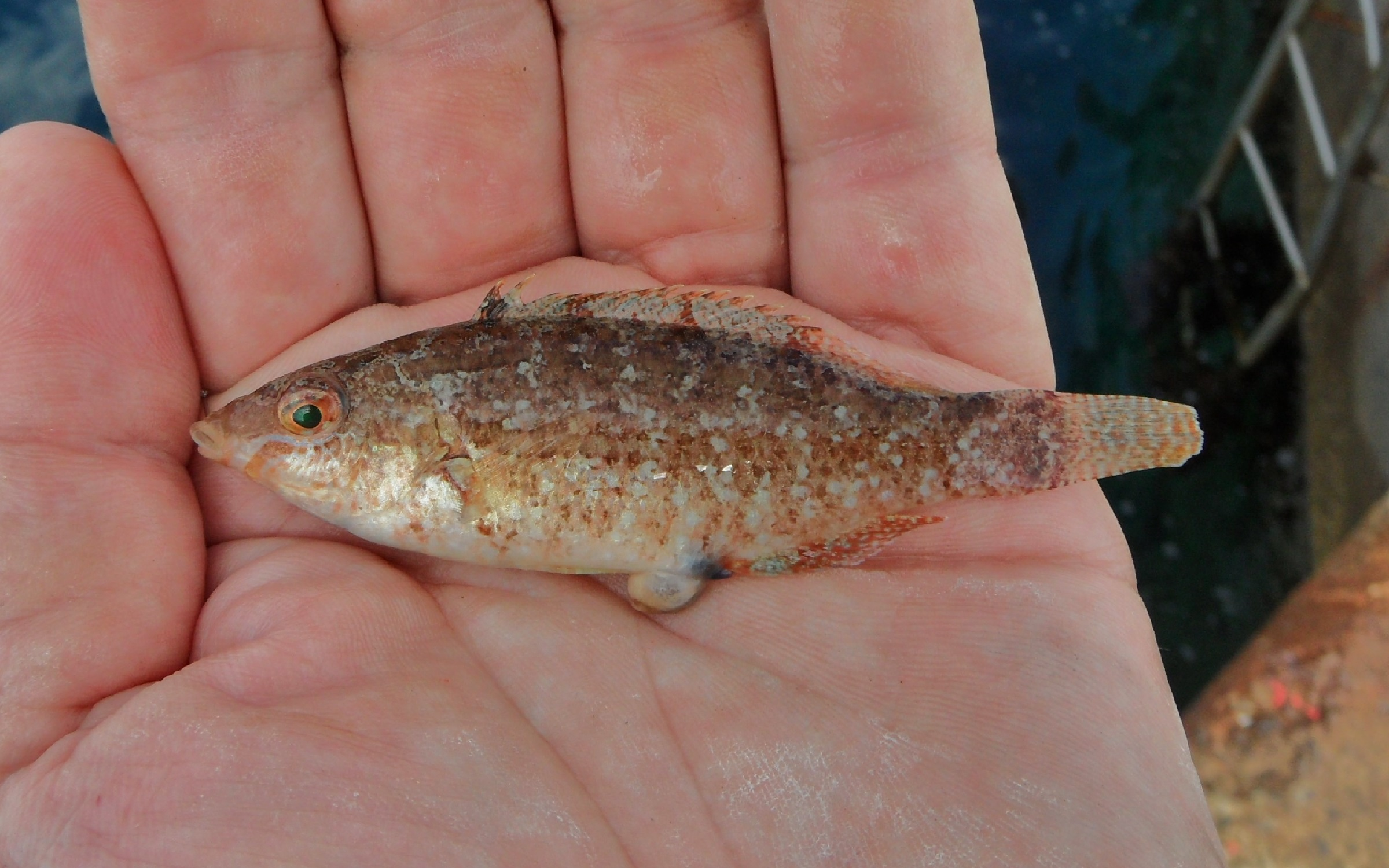
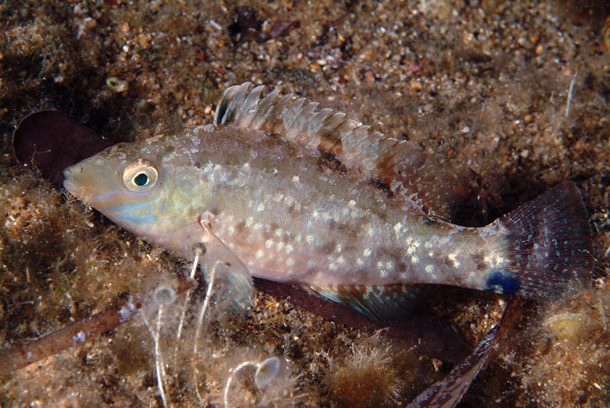
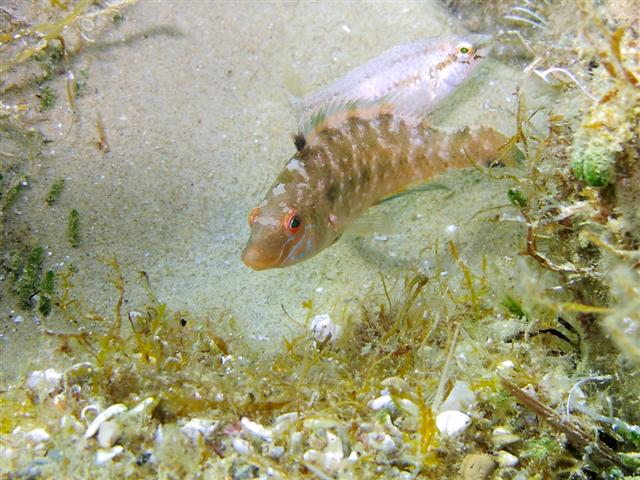